# Enif
Enif (Epsilon Pegasi, ε Peg) – najjaśniejsza gwiazda w gwiazdozbiorze Pegaza, oddalona od Słońca o ok. 690 lat świetlnych.

## Nazwa
Tradycyjna nazwa gwiazdy, Enif, wywodzi się od arabskiego ‏أنف‎ anf, co oznacza „nos” Pegaza i odnosi się do jej położenia w wyobrażonej figurze skrzydlatego konia. Międzynarodowa Unia Astronomiczna w 2016 formalnie zatwierdziła użycie nazwy Enif dla określenia tej gwiazdy.

## Charakterystyka obserwacyjna
Od czasu ustalenia współczesnych granic konstelacji, kiedy przypisano gwiazdę Alpheratz do Gwiazdozbioru Andromedy, Enif jest najjaśniejszą gwiazdą Pegaza. Jego obserwowana wielkość gwiazdowa to 2,38m, zaś wielkość absolutna jest równa −4,24m.
Epsilon Pegasi ma dwie optyczne towarzyszki. Składnik B jest odległy o 83,2 sekundy kątowej od nadolbrzyma (pomiar z 2013 r.) i ma jasność wizualną 12,80m, składnik C jest odległy o 144,6″ (pomiar z 2016 r.) i ma jasność 8,74m. Obie te gwiazdy znacznie różnią się ruchem własnym od Enifa.

## Charakterystyka fizyczna
Epsilon Pegasi jest nadolbrzymem (lub jasnym olbrzymem) należącym do typu widmowego K2. Temperatura tej gwiazdy to 4460 K, a jej jasność jest 6700 razy większa od słonecznej. Średnica tej gwiazdy jest 150 razy większa od słonecznej, masa zaś jest około dziesięciokrotnie większa niż masa Słońca. Z tak dużą masą gwiazda może eksplodować jako supernowa bądź zakończyć życie jako masywny biały karzeł.
Enif leży w podobnej odległości od Słońca co położone niedaleko na niebie Sadalmelik i Sadalsuud, i mógł powstać wraz z nimi w jednym obłoku molekularnym około 15 milionów lat temu. W 1972 roku zaobserwowano potężny, dziesięciominutowy rozbłysk Epsilon Pegasi, który pięciokrotnie zwiększył jego obserwowaną jasność (gwiazda stała się tak jasna jak Altair). Zjawiska takie są bardzo rzadkie i ich mechanizm nie jest znany.